# Mój Big-Bit
Mój Big-Bit – pierwszy album solowy polskiej wokalistki Ani Rusowicz, wydany 21 października 2011 roku przez wytwórnię płytową Universal Music Polska.
Album zawiera 6 premierowych kompozycji oraz 6 interpretacji z repertuaru Ady Rusowicz, a pierwszym promującym utworem była „Ślepa miłość”. Do piosenki został nakręcony także teledysk. 
Płyta dotarła do 12. miejsca listy OLiS, uzyskując status złotej płyty.

## Lista utworów
Sporządzono na podstawie materiału źródłowego.
1. „Czekałam na Ciebie tysiąc lat”
2. „Ja i Ty”
3. „Musisz się zakochać”
4. „Ślepa miłość”
5. „Babskie Gad-Anie”
6. „Nie pukaj do moich drzwi”
7. „Przyjdź”
8. „Duży błąd”
9. „Stróże świateł”
10. „Chciałabym”
11. „Za daleko mieszkasz miły”
12. „Opuszczony dom”